# Pink Friday
Pink Friday ist das Debüt-Studioalbum von Hip-Hop-Sängerin Nicki Minaj. Es wurde am 19. November 2010 von Young Money Entertainment, Cash Money Records und Universal Motown veröffentlicht. Die Deluxe Edition enthält drei zusätzliche Songs und wurde ebenfalls am 19. November veröffentlicht. Die Vorreitersingles des Albums sind Your Love und Right Thru Me, die im Juni und September 2010, jeweils veröffentlicht wurden. Darüber hinaus wurde zuvor die gemeinsame Single mit dem US-amerikanischen Rapper will.i.am, Check It Out veröffentlicht. Eine dritte Single, Moment 4 Life, wurde mit dem kanadischen Rapper Drake im Dezember 2010 veröffentlicht.
Pink Friday vereint verschiedene Genres, wie Pop, Hip-Hop und R&B. Beiträge zur Album-Produktion kamen aus einer breiten Palette von Produzenten einschließlich J. R. Rotem, Bangladesch, Swizz Beatz, T-Minus und will.i.am. Nach einer lang erwarteten Veröffentlichung des Albums, debütierte Pink Friday auf Platz zwei der Billboard 200 Charts mit Verkäufen von 375.000 Exemplaren. Letztlich erreichte das Album Platz eins in den Vereinigten Staaten und wurde mit 3× Platin ausgezeichnet.

## Hintergrund
Nach einem großen Plattenfirmen Rechtsstreit, kündigte Young Money Entertainment am 31. August 2009 an, dass Minaj einen „360 Deal“ mit dem Label unterschrieben hat, in dem sie alle ihre 360 Rechte behält – einschließlich Merchandising, Sponsoring, Vermarktung, Tourneen und Verlagswesen. Sessions für das Album begannen im Jahr 2009 mit einer vorläufigen Veröffentlichung im zweiten Quartal 2010. Minaj erklärte in einem MTV Interview, dass „Married In The Club“ die erste Single aus dem Album sein soll und im November 2009 veröffentlicht werden soll. Die Pläne für die Single wurden gestrichen und Minaj erklärte in einem Interview mit MTV im Februar 2010, dass sie die bisherigen Material verschrottet hatte und die Aufnahme wieder von vorne beginnt. Minaj erklärt: „Ich habe jetzt Songs, die zeigen wer ich bin, aber sie sind nicht die Darstellung von mir als musikalische Künstlerin. Ich will alles nochmal von vorne anfangen und neue Songs aufnehmen, aber ich hab meine Single und sie wird raus kommen.“
Minaj erklärt die große Bedeutung des Albums für sie und allen Frauen im Hip-Hop in einem Interview mit V103 Greg Street: „Sie schauen nicht auf andere Rapperinnen und nehmen sie unter Vertrag, weil sie sagen, 'Ihr buzz war so verrückt und wenn sie es nicht schaffen, dann kann es niemand schaffen. Und ich glaube nicht, dass das geschieht, also tue ich dies auch für alle Mädchen. Ich hoffe, dass sich mit dem Erfolg des Albums – ich glaube es wird erfolgreich sein – Türen für all die Mädchen öffnen, die überall hin kommen wollen. Sogar so weit wie ich jetzt gekommen bin“, sagte sie.

## Titelliste
Die offizielle Titelliste wurde, wie MTV berichtet, am 30. Oktober 2010 von iTunes enthüllt.
| Nr. | Titel                                   | Text                                                                           | Produktion                         | Länge |
| --- | --------------------------------------- | ------------------------------------------------------------------------------ | ---------------------------------- | ----- |
| 1   | I’m the Best                            | Onika Maraj, Daniel Johnson                                                    | Kane                               | 3:37  |
| 2   | Roman’s Revenge (feat. Eminem)          | Maraj, Kaseem Dean, Marshall Mathers, T. Smith                                 | Swizz Beatz                        | 4:38  |
| 3   | Did It on ’Em                           | Maraj, Seandrae Crawford, J. Ellington, S. Samuels                             | Seandrae "Mr. Bangladesh" Crawford | 3:32  |
| 4   | Right Thru Me                           | Maraj, Stephen Hacker, Joe Satriani, Andrew Theilk                             | Drew Money                         | 3:56  |
| 5   | Fly (feat. Rihanna)                     | Maraj, Kevin Hissink, W. Jordan, Jonathan Rotem, C. Rishad                     | J. R. Rotem, Kevin Hissink         | 3:32  |
| 6   | Save Me                                 | Maraj, Warren Felder, Pop Wansel                                               | Oak, Pop Wansel                    | 3:05  |
| 7   | Moment 4 Life (feat. Drake)             | Maraj, Aubrey Graham, Nikhil Seetharam, Tyler Williams                         | T-Minus                            | 4:39  |
| 8   | Check It Out (feat. will.i.am)          | Maraj, William Adams, James Brown, Geoffrey Downes, Trevor Horn, Bruce Woolley | will.i.am                          | 4:11  |
| 9   | Blazin (feat. Kanye West)               | Maraj, Kanye West, Theilk, K. Forsey, S. Schiff                                | Drew Money                         | 5:02  |
| 10  | Here I Am                               | Maraj, K. Dean, J. Williams, Robbie Bronnimann                                 | Swizz Beatz, John B                | 2:55  |
| 11  | Dear Old Nicki                          | Maraj, Johnson                                                                 | Kane                               | 3:53  |
| 12  | Your Love                               | Maraj, David Freeman, Joseph Hughes, Wansel, Felder                            | Oak, Pop Wansel                    | 4:05  |
| 13  | Last Chance (feat. Natasha Bedingfield) | Maraj, Natasha Bedingfield, Theilk                                             | Drew Money                         | 3:51  |

### Deluxe Edition
| Nr. | Titel        | Text                                                                     | Produktion        | Länge |
| --- | ------------ | ------------------------------------------------------------------------ | ----------------- | ----- |
| 14  | Super Bass   | Maraj, Johnson, Ester Dean                                               | Kane              | 3:20  |
| 15  | Blow Ya Mind | Hollemon, Mitchell, Maraj, S. Samuels, W. Thomas, D. Schofield, L. Nacht | BlackOut Movement | 3:41  |
| 16  | Muny         | Maraj, Wansel, Felder                                                    | Oak, Pop Wansel   | 3:47  |

### Bonustracks
| Nr. | Titel                    | Text                                                                                           | Produktion  | Länge |
| --- | ------------------------ | ---------------------------------------------------------------------------------------------- | ----------- | ----- |
| 17  | Girls Fall Like Dominoes | Maraj, Cleveland Browne, Rotem, Greville Gordon, Wycliffe Johnson, Millo Cordell, Robbie Furze | J. R. Rotem | 3:44  |

| Nr. | Titel        | Text           | Produktion  | Länge |
| --- | ------------ | -------------- | ----------- | ----- |
| 17  | Wave Ya Hand | Maraj, K. Dean | Swizz Beatz | 3:00  |
| 18  | Catch Me     | Maraj, K. Dean | Swizz Beatz | 3:56  |

| Nr. | Titel                             | Text | Produktion  | Länge |
| --- | --------------------------------- | --- | ----------- | ----- |
| 17  | Wave Ya Hand                      | Maraj, K. Dean                                                                                                  | Swizz Beatz | 3:00  |
| 18  | Catch Me                          | Maraj, K. Dean                                                                                                  | Swizz Beatz | 3:56  |
| 19  | Girls Fall Like Dominoes          | Maraj, Browne, Rotem, Gordon, Johnson, Cordell, Furze                                                           | J. R. Rotem | 3:44  |
| 20  | BedRock (Young Money feat. Lloyd) | Maraj, Dwayne Carter, Jr., Carl Lilly, Aubrey Graham, Michael Stevenson, Jarvis Mills, Lucas Bogg, Sean Garrett | Kane Beatz  | 4:48  |

### Überarbeitete UK Edition
| Nr. | Titel                             | Text                                                  | Produktion  | Länge |
| --- | --------------------------------- | ----------------------------------------------------- | ----------- | ----- |
| 14  | Girls Fall Like Dominoes          | Maraj, Browne, Rotem, Gordon, Johnson, Cordell, Furze | J. R. Rotem | 3:44  |
| 15  | Roman’s Revenge (feat. Lil Wayne) | O. Maraj, D. Carter, K. Dean, T. Smith                | Swizz Beatz | 3:50  |

### Samples und Interpolationen
Adaptiert vom Album Booklet.
- Right Thru Me enthält Samples von Always With Me, Always With You von Joe Satriani.
- Check It Out verkörpert Teile und Samples von Video Killed the Radio Star von The Buggles.
- Check It Out enthält Elemente und Samples von Think (About It) von Lynn Collins, geschrieben von James Brown.
- Blazin sampelt Don’t You (Forget About Me) von Simple Minds.
- Here I Am sampelt Red Sky von John B und Shaz Sparks.
- Your Love sampelt No More I Love You’s von Annie Lennox.
- Girls Fall like Dominoes enthält Samples von Dominoes, geschrieben von The Big Pink.
- Girls Fall like Dominoes enthält Interpolationen von Trailar Load a Girls, geschrieben von Cleveland Browne, Greville Gordon und Whycliffe Johnson.

## Veröffentlichung und Werbung

### Singles
„Massive Attack“ (feat. Sean Garrett) wurde am 13. April 2010 durch den digitalen Vertrieb veröffentlicht. Es stieg sofort auf Platz 75 in den Hot R&B/Hip-Hop Songs Charts ein. Der Song war eine deutliche Änderung der bisherigen Arbeit Minaj’s auf Mixtapes und Features. Das Lied erhielt überwiegend positive Bewertungen von Kritikern. Der Song stieg in den Billboard Hot 100 nur auf Platz 122 und in den Hot R&B/Hip-Hop Songs Charts erreichte das Lied seinen Höchststand auf Platz 65. „Massive Attack“ wurde ursprünglich als Vorreiter-Single des Albums angekündigt, nachdem der Song aber so eine schlechte Chartplatzierung erreichte, entthront Minaj das Lied den Status als erste Single und kündigte an, dass es nicht auf Pink Friday sein wird. „Your Love“ wurde schließlich als erste offizielle Single des Albums in den USA am 1. Juni 2010 und im Vereinigten Königreich am 2. Juli 2010 veröffentlicht. Der Song hat bisher Platz 14 in den Billboard Hot 100 erreicht und Platz 5 in den Hot R&B/Hip-Hop Songs erreicht und stand auf Platz 1 der Rap Songs Charts für acht aufeinanderfolgende Wochen. „Right Thru Me“ wurde am 24. September 2010 veröffentlicht und offiziell das erste Mal am 5. Oktober 2010 bei Urban Radio gespielt. Ein Musikvideo von Diane Martel gerichtet, wurde für die Single am 27. Oktober 2010 veröffentlicht. „Moment 4 Life“, das Drake features, wurde offiziell am 7. Dezember 2010 auf Rhythmic Radio das erste Mal gespielt und wurde am 20. März 2011 als Single veröffentlicht.
„Check It Out“, eine Zusammenarbeit mit will.i.am, wurde als Single am 3. September 2010 veröffentlicht. Ein Musikvideo für den Song wurde von Rich Lee gedreht und am 25. Oktober 2010 veröffentlicht. „Roman’s Revenge“ mit Eminem wurde als eine Promo-Single am 30. Oktober 2010 bei iTunes veröffentlicht. Für „Fly“ (mit Rihanna) wurde ebenfalls bereits ein Video im Januar 2011 gedreht. Es wurde jedoch erst im September des gleichen Jahres als achte Single veröffentlicht. Eine Re-Version von „Roman’s Revenge“ mit Lil Wayne wurde am 19. Januar 2011 im iTunes Store veröffentlicht. „Did It on ’Em“ wurde am 7. März 2011 das erste Mal auf Rythmic Radio gespielt. „Girls Fall Like Dominoes“ wurde in Großbritannien am 15. April 2011 veröffentlicht.

### Tournee
Minaj kündigte über die Social-Networking-Website Twitter an, dass sie eine Fünf-Daten Pink Friday Tour einen Monat vor der Album Veröffentlichung starten wird. Sie twitterte, „Ok Barbz, hier sind die ersten 5 Daten für meine Pink Friday Tour“. Sie begann in Philadelphia am 22. Oktober und lief bis zum 30. Oktober in Trinidad und Tobago. Weitere Termine sollen noch bekannt gegeben werden.
| Datum            | Stadt            | Land                | Veranstaltungsort       |
| ---------------- | ---------------- | ------------------- | ----------------------- |
| Nordamerika      |                  |                     |                         |
| 22. Oktober 2010 | Philadelphia     | Vereinigte Staaten  | Wells Fargo Center      |
| 23. Oktober 2010 | Washington, D.C. | Vereinigte Staaten  | Star Night Club         |
| 24. Oktober 2010 | Waterbury        | Vereinigte Staaten  | Sin City                |
| 25. Oktober 2010 | Boston           | Vereinigte Staaten  | TD Garden               |
| 30. Oktober 2010 | Port of Spain    | Trinidad und Tobago | Hasely Crawford Stadium |

## Preise
Bei den Grammy Awards 2012 wurde Pink Friday in der Kategorie Best Rap Album nominiert, unterlag jedoch My Beautiful Dark Twisted Fantasy von Kanye West.

## Kommerzieller Erfolg

### Chartplatzierungen

#### Album
Pink Friday debütierte auf Platz zwei der Billboard 200, mit 375.000 verkauften Exemplaren: Dies war der zweithöchste Umsatz in einer Woche von einem Album einer weiblichen Hip-Hop-Künstlerin, hinter Lauryn Hills The Lauryn Hill im Jahr 1998. Das Album stieg auf Platz acht in Kanada, Platz dreißig in Irland und auf Platz vierunddreißig in Großbritannien. In der achten Woche Chartpräsenz, hatte das Album 989.000 Exemplare in den Vereinigten Staaten verkauft. Am 5. Januar 2011 wurde Pink Friday von der RIAA mit Platin zertifiziert. Drei Monate nach der Veröffentlichung von Pink Friday wurden insgesamt 1.035.000 Exemplare verkauft und kein einziges Mal die Top Ten der Billboard 200 verlassen. In der Woche vom 9. Februar 2011 ist Pink Friday. nach der elften Woche in den Billboard 200, auf Platz eins, mit dem Verkauf von 45.000 Exemplaren in dieser Woche, gestiegen. Im Vereinigten Königreich, in der vierzehnten Woche, stieg Pink Friday wieder in die Top 40 auf Platz 34, die gleiche Position erreichte es in der Woche des Album-Release. Im Vereinigten Königreich wurde das Album am 1. April 2011 mit Gold zertifiziert.
| ChartsChartplatzierungen       | Höchstplatzierung | Wochen |
| ------------------------------ | ----------------- | ------ |
| Vereinigte Staaten (Billboard) | 1 (77 Wo.)        | 77     |
| Vereinigtes Königreich (OCC)   | 16 (89 Wo.)       | 89     |

| ChartsJahrescharts (2011)      | Platzierung |
| ------------------------------ | ----------- |
| Vereinigte Staaten (Billboard) | 7           |
| Vereinigtes Königreich (OCC)   | 61          |

| ChartsJahrescharts (2012)      | Platzierung |
| ------------------------------ | ----------- |
| Vereinigte Staaten (Billboard) | 152         |

#### Singles
| Jahr | Titel                    | Höchstplatzierung, Gesamtwochen, AuszeichnungChartplatzierungen (Jahr, Titel, , Platzierungen, Wochen, Auszeichnungen, Anmerkungen) | Höchstplatzierung, Gesamtwochen, AuszeichnungChartplatzierungen (Jahr, Titel, , Platzierungen, Wochen, Auszeichnungen, Anmerkungen) | Höchstplatzierung, Gesamtwochen, AuszeichnungChartplatzierungen (Jahr, Titel, , Platzierungen, Wochen, Auszeichnungen, Anmerkungen) | Höchstplatzierung, Gesamtwochen, AuszeichnungChartplatzierungen (Jahr, Titel, , Platzierungen, Wochen, Auszeichnungen, Anmerkungen) | Höchstplatzierung, Gesamtwochen, AuszeichnungChartplatzierungen (Jahr, Titel, , Platzierungen, Wochen, Auszeichnungen, Anmerkungen) | Anmerkungen                                                       |
| Jahr | Titel                    | DE | AT | CH | UK | US | Anmerkungen                                                       |
| ---- | ------------------------ | --- | --- | --- | --- | --- | ----------------------------------------------------------------- |
| 2010 | Your Love                | — | — | — | UK71 (8 Wo.)UK | US14 Platin · (20 Wo.)US | Erstveröffentlichung: 1. Juni 2010 Remix feat. Jay Sean           |
| 2010 | Check It Out             | — | — | — | UK11 Silber · (15 Wo.)UK | US24 (15 Wo.)US | Erstveröffentlichung: 3. September 2010 mit will.i.am             |
| 2010 | Right Thru Me            | — | — | — | UK71 (4 Wo.)UK | US26 Gold · (19 Wo.)US | Erstveröffentlichung: 24. September 2010                          |
| 2010 | Moment 4 Life            | — | — | — | UK22 Silber · (15 Wo.)UK | US13 Platin · (23 Wo.)US | Erstveröffentlichung: 7. Dezember 2010 feat. Drake                |
| 2011 | Did It on ’Em            | — | — | — | — | US49 Gold · (15 Wo.)US | Erstveröffentlichung: 7. März 2011                                |
| 2011 | Super Bass               | — | AT42 (6 Wo.)AT | CH58 (3 Wo.)CH | UK8 Platin · (49 Wo.)UK | US3 ×8Achtfachplatin · (39 Wo.)US                                                                                                   | Erstveröffentlichung: 5. April 2011                               |
| 2011 | Girls Fall Like Dominoes | — | — | — | UK24 (8 Wo.)UK | — | Erstveröffentlichung: 11. April 2011 nur in Europa veröffentlicht |
| 2011 | Fly                      | — | — | — | UK16 Silber · (17 Wo.)UK | US19 Platin · (20 Wo.)US | Erstveröffentlichung: 30. August 2011 feat. Rihanna               |

### Auszeichnungen für Musikverkäufe
| Land/Region                  | Auszeichnungen für Musikverkäufe (Land/Region, Auszeichnung, Verkäufe) | Verkäufe  |
| ---------------------------- | ---------------------------------------------------------------------- | --------- |
| Australien (ARIA)            | Platin                                                                 | 70.000    |
| Neuseeland (RMNZ)            | 2× Platin                                                              | 30.000    |
| Philippinen (PARI)           | Gold                                                                   | 7.500     |
| Vereinigte Staaten (RIAA)    | 3× Platin                                                              | 3.000.000 |
| Vereinigtes Königreich (BPI) | Platin                                                                 | 300.000   |
| Insgesamt                    | 1× Gold · 7× Platin ·                                                  | 3.407.500 |

Hauptartikel: Nicki Minaj/Auszeichnungen für Musikverkäufe